# Система против кражба
Система против кражба е съвкупност от технически средства, инсталирани на превозни средства (главно на автомобили), за да се предотврати кражбата им и друга неправомерна употреба.
Според начина на действие системите могат да бъдат изградени от електронни, механични устройства или комбинирани.
Системите против кражба се подразделят на информиращи, проследяващи, блокиращи и противодействащи.

## Информиращи системи против кражба
Информиращите системи за кражба (автомобилни аларми) са предназначени да информират собственика, органите на реда или други лица за факта на неправомерно влизане в превозното средство и опитите за неговото отвличане.
По метода на предаване на информационен сигнал се различават:
- акустични – информиране само с използването на акустични излъчватели (сирени), монтирани на превозно средство;
- радио-информиращи чрез предаване на радиосигнали към крайното устройство, разположено при собственика;
- комбинирани – включително и двата вида сигнали.

## Проследяващи системи против кражба (търсачки)
Проследяващите системи против кражба информират собственика (органите на реда) чрез диспечерския център (ДЦ) за маршрута на нерегламентирано движение на автомобила с помощта на навигационни и радио-сигнални системи.

## Блокиращи на системи против кражба (имобилайзери)
Блокиращите системи против кражба правят невъзможно стартирането на двигателя на автомобила, превключването на предавките, блокирането на кормилното управление или спирачките.

### Видове имобилайзери
Комплектът на имобилайзера включва блок, който блокира двигателя, и етикет, който се чете от този блок. Различни форми на етикети: карти, таблетки, листчета и др. За да се стартира автомобилът, етикетът трябва или да бъде прикрепен към четеца на имобилайзера, или да се постави в четеца на имобилайзера (контактни имобилайзери) или да се въведе в зоната за приемане на имобилайзера от 30 – 40 сантиметра до 15 метра (безконтактни имобилайзери). 

### Блокиране на стартиране на двигателя
Блокирането на старта на двигателя се извършва по три начина:
- нарушение на нормалното преминаване на управляващи сигнали в окабеляването на електрическото оборудване с помощта на релета, управлявани от системата против кражба [2];
- блокиране на работата на софтуера на контролера на системата за впръскване на горивото (контролерът също е част от системата против кражба);
- нарушение на нормалното подаване на гориво към двигателя с помощта на клапани, контролирани от системата против кражба.

### Блокиране на превключването на предавките
Предавката е блокирана от механизми, които правят невъзможно придвижването на лоста на предавката. Задвижването на заключващите механизми може да бъде електрическо или механично (с помощта на ключалка и ключ)

### Блокиране на кормилното управление
Кормилото е заключено с ключалка, която в затворено състояние прави невъзможно завъртането на кормилния вал. Като бюджетен вариант – различни дизайни (обикновено под формата на бастун или ръжен), прикрепени към волана и пречещи на неговото управление.

### Блокиране на спирачната система
Спирачната система се заключва с ключалка. Системата против кражба е механичен клапан, през който преминава спирачната течност към накладките, поради което спирането се осъществява в нормален режим, т.е. пропорционално на натискането на педала на спирачката, но спирачната течност вече не се освобождава назад. По този начин си струва да се постави системата в положение на охрана и след първото спиране всички колела на автомобила ще бъдат заключени.

## Противодействащи системи против кражба
Противодействащите системи против кражба са предназначени за пряко физическо въздействие върху човек, който се опитва да открадне превозно средство. Физическото въздействие може да се извърши чрез токов удар, използването на пиперен спрей или сълзотворен газ, използването на ярки пулсиращи светлинни източници или силни звукови източници.
Съвременните системи против кражба често съчетават различни функции.

## Технологии

### Блокиране
Системата за блокиране се активира, когато водачът завърти ключа за запалване в положение включено и извърши определено действие, обикновено натискане на скрит превключвател или натискане на спирачния педал два пъти. Тя се активира, когато автомобилът падне под определена скорост или стане неподвижен, и ще накара всички врати на превозните средства автоматично да се заключат, за да се предотврати крадците да крадат превозното средство при спирането му, например на светофар или пешеходна пътека.

### Транспондер
Транспондерната система е винаги е включена, докато устройство, обикновено малък радиочестотен транспондер, не влезе в радиуса на предавателя на превозното средство. Тъй като устройството се носи от водача, обикновено в неговия портфейл или джоб, ако водачът напусне непосредствената близост до превозното средство, тогава транспондерът причинява системата да приеме, че автомобилът е бил отвлечен и го деактивира (заключва). При приближаване на водача с транспордера до автомобила се установява радиовръзка и системата го отключва.

### Микропревключвател
Системата с микропревключвател е винаги включена и обикновено се активира, ако някоя от вратите на автомобила се отвори и затвори отново, докато двигателят на автомобила работи. След като системата се активира, водачът ще има зададен срок, за да я деактивира, като въведе код преди превозното средство да предприеме мерки.
Ако системата не е изключена във времевия прозорец, тя ще предупреждава водача, като издава звук с клаксона на автомобила веднъж на всеки 10 секунди за 30 секунди, след това време системата ще започне да включва клаксона да звучи на много по-кратки интервали и обикновено ще активира светлините на автомобила за сигнализиране на опасност.
В този момент веригата на имобилайзера също ще започне бързо да пулсира за 40 секунди, като напълно деактивира двигателя и в крайна сметка ще спре автомобила. Ако крадецът превключи запалването в изключено положение и отново в положение за включване, клаксонът ще се рестартира и ще работи постоянно, а лампите за опасност ще мигат за 60 секунди.
Веригата на имобилайзера ще се затвори за 15 секунди и бързо ще импулсира за 15 секунди преди повторно отваряне на веригата, което позволява превозното средство да бъде закарано на безопасно място, преди отново да бъде обездвижено. Лампичките за опасност ще продължат да мигат и при всеки следващ опит за стартиране на превозното средство, клаксонът ще работи за 30 секунди, но веригата на имобилайзера няма да се отвори, така че автомобилът няма да стартира и предупредителните светлини ще продължат да мигат, докато акумулаторът на автомобила се изтощи или системата се изключи.
Включената система с микропревключватели, монтирани на вратите, може да се активира и ако някоя от вратите на автомобила или капакът на двигателя се отвори и при спрял автомобил, което е сигнал за опит за неправомерно влизане в автомобила.

### Механични устройства против кражба
Блокират въртенето на кормилния вал и предотвратяват въртенето на волана. Когато е настроено механично устройство против кражба, колелата не се въртят и колата може да се движи само направо напред и назад. Или отстрани, напред и назад, преди да инсталирате механичното заключване на устройството против кражба, ако колелата се завъртят. Да отидете с кола до установеното механично устройство против отвличане не е възможно.